# John Gilbert (konstnär)
John Gilbert, född 21 juli 1817 i Blackheath, död 5 oktober 1897 i Blackheath, var en engelsk målare, tecknare och gravör. Gilbert var självlärd, även om han fick en formell utbildning av George Lance. Han blev skicklig inom flera områden och fick därigenom smeknamnet "konstnärernas [Walter] Scott". Gilbert blev främst känd för sina illustrationerna och trägravyrer för The Illustrated London News. År 1872 dubbades han och fyra år senare blev han medlem i Royal Academy of Arts.
Gilbert dog den 5 oktober 1897 i Ivy House, Vanbrugh Park i Blackheath, där han hade bott i hela sitt liv. Han är begravd på Brockley and Ladywell Cemeteries i Brockley Grove, Lewisham i London.